# Seaforth Highlanders of Canada
Il Seaforth Highlanders of Canada è un reggimento di fanteria leggera del Canadian Army, parte della Primary Reserve, con sede a Vancouver, nella Columbia Britannica. Il reggimento è subordinato al 39 Canadian Brigade Group, Land Force Western Area. Con sede presso il Seaforth Armoury nella Johnston Street a Vancouver, il reggimento è impiegato sia nei periodi di guerra e che in caso emergenza civile: ad esempio in caso di catastrofe dopo terremoti o inondazioni. Esso contribuisce pertanto con singoli volontari o "rinforzi" alle operazioni delle forze canadesi in tutto il mondo.
Il reggimento fu formato nel 1910 e servì all'estero nella prima e nella seconda guerra mondiale. Membri del Seaforth Highlanders hanno poi operato in molte altre missioni delle forze canadesi nel periodo successivo alla seconda guerra mondiale, tra cui quelle in Corea, Egitto, Cipro, Croazia e più recentemente in Afghanistan.